# Otto Geisler (Ingenieur)
Otto Geisler (* 23. Mai 1935 in Bokel; † 24. März 2011 in Hamburg) war ein deutscher Maschinenbauingenieur.

## Leben
Geisler studierte Maschinenbauwesen an der TU Hannover und war zunächst Berechnungsingenieur für Turbomaschinen bei der Gutehoffnungshütte AG in Oberhausen. 1962 wurde er Leiter der Konstruktionsabteilung für Turbinenbau bei der Blohm + Voss AG. Parallel arbeitete er an seiner Dissertation über Schiffsdampfturbinen und wurde 1968 an der TU Hannover mit der Arbeit „Strömungsverluste axialer Gegendruckdampfturbinen bei geänderten Betriebsverhältnissen“ zum Dr.-Ing. promoviert.
1971 erhielt er einen Ruf auf die ordentliche Universitätsprofessur für Schiffsmaschinen der Technischen Universität Hannover und zugleich zum Direktor des gleichnamigen Institutes. Er war Sprecher des Sonderforschungsbereichs 98 „Schiffstechnik und Schiffbau“.
1980 wechselte er an die Technische Universität Hamburg-Harburg, zu deren Gründungsprofessoren er gehörte. Er übernahm die Professur für Wärmekraftanlagen und Schiffsmaschinen.
Geisler war Mitglied mehrerer Verwaltungs- und Aufsichtsräte, darunter Aufsichtsrat von Blohm + Voss und Verwaltungsrat der Reintjes GmbH in Hameln.